# 共產主義黑皮書
《共產主義黑皮書：罪行、恐怖、鎮壓》（英語：The Black Book of Communism: Crimes, Terror, Repression），是一本講述共產主義政權實施的政治迫害歷史，包括法外惩罚、放逐，以及書中認為因實施共產主義政策所造成的人為饑荒等。該書於1997年在法國由罗贝尔·拉丰出版社首度出版，在美國則由哈佛大學出版社出版。其德文版由皮珀出版社出版，包括了后来成为德国总统的约阿希姆·高克所寫的一章。

## 作者
該書由多名歐洲學者及專家共同編撰，並由斯特凡纳·库尔图瓦負責整理。
- 斯特凡纳·库尔图瓦 - 法國國家科學研究中心研究主任
- 尼古拉·韦特（英语：Nicolas Werth） - IHTP研究人員
- 让-路易·帕内（法语：Jean-Louis Panné） - 國際共產主義運動專家
- 安杰伊·帕奇科夫斯基（英语：Andrzej Paczkowski） - 波蘭科學院政治學院副主任、波蘭內務部檔委成員
- 卡雷尔·巴尔托舍克（法语：Karel Bartošek）(1930–2004) - 捷克歷史學家、IHTP研究人員
- 让-路易·马戈兰 - 普罗旺斯大學講師、東南亞研究學院研究人員
- 西尔万·布卢克（法语：Sylvain Boulouque） - 巴黎第十大學GEODE研究助理
- 帕斯卡尔·方丹（Pascal Fontaine） - 熟悉拉丁美洲的新聞工作者
- 雷米‧考弗（法语：Rémi Kauffer） - 情報、恐怖主義及秘密行動歷史專家
- 李古乐（Pierre Rigoulot)  - 历史学家
- 伊夫·圣玛丽亚（Yves Santamaria） - 歷史學家

英文版本的前言由柏克萊加州大學教授马丁·玛利亚負責編撰。

## 内容

### 估算牺牲者人数
編者斯特凡纳·库尔图瓦在這本書的序言中提及「共產政權......把集體罪行變為一個完全成熟的政府體系」。  他估計共產政權导致的总死亡人數約為9,400萬。  其中蘇聯佔2,000萬人；中華人民共和國佔6,500萬人；越南佔100萬人；北韓佔200萬人；柬埔寨佔200萬人；東歐的共產政權佔100萬人；拉丁美洲佔15萬人（主要是古巴）；埃塞俄比亞佔170萬人；阿富汗佔150萬人，另有10,000人是因「國際共產主義組織發起的運動和在野的共產黨」而死亡。 作者也聲稱共產政權導致的死亡人數比其他政治意識形態及運動為多，包括納粹主義。犧牲者統計涵盖了被直接處決的人数，以及飢餓、放逐、拘禁或強制勞動导致的间接死亡。

### 苏联的迫害
书中所写的发生在弗拉基米尔·列宁和约瑟夫·斯大林统治下苏联的迫害和饥荒包括：
- 处死数以万计的人质和囚犯
- 从1918年到1922年残杀成千上万反抗的工人和农民
- 1921年俄国饥荒造成5百万人的死亡
- 1920年对顿河哥萨克的去哥萨克化
- 1918年到1930年间发生在集中营的数以万计的谋杀
- 大清洗杀害了将近690,000人
- 从1930到1932年对2百万所谓的富农的去富农化
- 1932到1933年的饥荒造成4百万乌克兰人（乌克兰大饥荒）和2百万其他人的死亡
- 从1939到1941年、1944到1945年对波兰人、乌克兰人、摩尔达维亚人和波罗的海国家的人的驱逐
- 1941年对伏尔加德意志人的驱逐
- 1943年对克里米亚鞑靼人的驱逐
- 1944年对车臣人和印古什人的驱逐。[3]（参见蘇聯的人口轉移）

### 共产主义与纳粹主义的比较
共產主義和納粹主義稍有不同卻是類似的集權體系。他聲稱共產主義政權已殺害了“接近大約1億人，相比之下纳粹的犧牲者為2500萬”。库尔图瓦声称纳粹德国大规模灭绝的方法源自苏联模式。作为例子，他引用参与组建著名的奥斯威辛集中营的纳粹政府官员鲁道夫·弗朗茨·斐迪南·赫斯的话。根据赫斯，
帝国安全总部向司令官发布了关于俄国集中营的全部报告。这些报告详细描述了俄国集中营的环境和组织，就像以前试图逃跑的囚犯提供的那样。重点在于事实上那些俄国人，通过大量使用强迫劳动，杀死了所有人。
库尔图瓦将苏联对居住在高加索地区的民族和俄国大量社會群體犯下的罪行称为种族灭绝，认为其与纳粹的类似政策并没有多少不同之处。共产主义和纳粹主义体系都认为“一部分人不配生存。不同的是共产主义模式基于阶级体系，纳粹模式基于种族和领土。”库尔图瓦声称
对“阶级”的清洗很可能相当于对“种族”的清洗——斯大林政权蓄意制造的饥荒导致的乌克兰富农孩子的饥饿“等同于”纳粹造成的饥荒导致的华沙犹太区犹太人儿童的饥饿。
他补充道
1945年后对犹太人的种族灭绝成了现代野蛮主义的代名词，20世纪大恐怖的缩影……最近以来，对犹太人种族灭绝的集中关注尝试将犹太人大屠杀塑造为绝无仅有的暴行，这已经阻碍了对共产主义世界其他类似规模事件的评价。毕竟，协助摧毁种族灭绝机构的胜利者自身可能也将同样做法付诸实施，这似乎难以置信。面对这种悖论时，人们通常选择视而不见……相比于纳粹的2500万，共产主义政权使接近1亿人受害。

## 德文版
德文版包含了额外添加的关于東德的蘇聯背景的共產主義統治的章節，题为。包含两个小节：厄尔哈特·诺伊伯特撰写的和约阿希姆·高克撰写的。

## 反響
這本書在西方國家獲得不少好評，計有《紐約時報》、《華爾街日報》等，同時也由於內容爭議，受到不少批評。

### 支持
《共產主義黑皮書》在英美兩國受到了大量出版商的稱讚，包括《泰晤士报文学增刊》、《纽约时报书评》、《图书馆杂志》、《科克斯书评》、《新共和》、《国家评论》和《旗帜周刊》。一些评论员比较了伊利亚·爱伦堡和瓦西里·格罗斯曼合撰的记录纳粹暴行的《黑名册》。
根据《纽约时报》上历史学家托尼·朱特的评论：“出于善意的创始人的神话——好沙皇列宁被他邪恶的继承人背叛——已经盖棺论定。再没有人会说不知道或者不确定共产主义的罪恶本质”。
《古拉格：一部历史》的作者、记者安妮·阿普尔鲍姆描述此书为“共产主义在苏联、东西欧、中国、北朝鲜、柬埔寨、越南和拉丁美洲的罪行的一部重要的学术史......黑皮书确实超过了许多先前表现大规模共产主义悲剧的著作，感谢作者广泛引用的苏联和东欧新开放的档案。”
《泰晤士报文学增刊》专栏作家马丁·马利亚描述此书为“法国出版界的轰动……详细描述了共产主义从1917年的俄国到1989年的阿富汗之间的暴行……（《共产主义黑皮书》）给出了我们现在所知道的共产主义的人力成本的负债表，尽可能的在档案的基础上，另外借鉴了最佳的二手资料。”
欧洲委员会议员大会1481号决议根据本书的死亡人数，譴責共产主义极权统治。

### 批评
本書的兩位主要貢獻者，尼古拉·韦特和讓-路易·馬戈蘭，以及卡雷尔·巴尔托舍克，曾公開宣稱與庫爾圖瓦的論斷毫無關係，並且批評其編輯工作。韦特與馬戈蘭認為庫爾圖瓦過於執著將數字達到1億之巨，並且誇大某些國家的死亡人數。韦特與馬戈蘭認為，基於自身的研究，死亡人數大概介於6500萬至9300萬之間。
不同的歷史學家對書中有關共產國家的人口死亡數字也有不同答案，例如蘇聯斯大林政權的數字為850到5,100萬，毛澤東時代的中國為1,950萬到7,500万。該書作者以數據資料未有前人用過為由，去辯稱蘇聯的2,000萬人及東歐的100萬人死亡的準確性。作者同時也承認有關中國及其他仍由共產黨管治的國家之數據，由於仍屬於未解封的國家機密，因此未能確定其真實性。一些學者估計全球共產政權的死亡數字比《黑皮書》更高，因此諸如《毛澤東：不為人知的故事》、《蘇俄暴力世紀》等較新的書籍均推斷中國和蘇俄的死亡數字比《黑皮書》高。
西維吉尼亞大學歷史系的马克·陶格（Mark Tauger）批評該書有關烏克蘭大飢荒部份有不少錯誤信息。
文章《共产主义批判》更深入去討論與共產主義有關的批評及反批評的觀點。

## 其他
該書的英文標題形式重覆了由伊利亚·爱伦堡及瓦西里·格罗斯曼合撰的《黑名册》，講述納粹主義的殘暴。

## 中译本
2018年《大纪元》和博大出版社获得原著出版方的授权，正式翻译并发行中文版。

## 相關書籍
- Werth, Nicolas; Panné, Jean-Louis; Paczkowski, Andrzej; Bartosek, Karel; Margolin, Jean-Louis, Courtois, Stéphane , 编, , 哈佛大學出版社: 92–97, 116–21, October 1999  [2017-03-18], ISBN 978-0-674-07608-2, （原始内容存档于2020-11-29）, hardcover, 858 pp.
- Anne Applebaum, foreword, Paul Hollander, introduction and editor, From the Gulag to the Killing Fields: Personal Accounts of Political Violence And Repression in Communist Studies, Intercollegiate Studies Institute (April 17, 2006), hardcover, 760 pp., ISBN 1-932236-78-3.
- Yang Jisheng, Tombstone: The Great Chinese Famine, 1958-1962, Farrar, Straus and Giroux (October 30, 2012), hardcover, 656 pages, ISBN 0374277931, ISBN 978-0374277932
- 《Le Livre noir du communisme》（法文版）Fixot出版社1997年初版，ISBN 2-221-08204-4

## 參閱
- 亚历山大·索尔仁尼琴
- 《古拉格群島》
- 《资本主义黑皮书》